# Didymella hellebori
Didymella hellebori är en svampart som först beskrevs av Chaillet, och fick sitt nu gällande namn av Pier Andrea Saccardo 1882. Didymella hellebori ingår i släktet Didymella, ordningen Pleosporales, klassen Dothideomycetes, divisionen sporsäcksvampar och riket svampar.   Inga underarter finns listade i Catalogue of Life.